# 38-я отдельная разведывательная авиационная эскадрилья
38-я отдельная разведывательная авиационная эскадрилья — воинское подразделение вооружённых СССР в Великой Отечественной войне.

## История
Сформирована 06.08.1941 г. на базе 430-го штурмового авиационного полка. Экипажи были набраны из сотрудников НИИ ВВС, успевших получить боевой опыт в первые дни войны в составе 430 шап. На вооружении имелись самолёты Як-4, МиГ-3, Пе-2 и ЛаГГ-3. Входила в состав ВВС Западного фронта. В сентябре 1941 г. лётчики эскадрильи смогли точно определить районы сосредоточения германских ударных группировок накануне операции "Тайфун". 13.01.1942 г. эскадрилья переформирована в 3-й отдельный разведывательный полк.